# Duttenberg
Duttenberg ist ein Stadtteil im Norden von Bad Friedrichshall mit knapp 1100 Einwohnern und liegt auf einem Berg in der Nähe der Jagstmündung.

## Geschichte

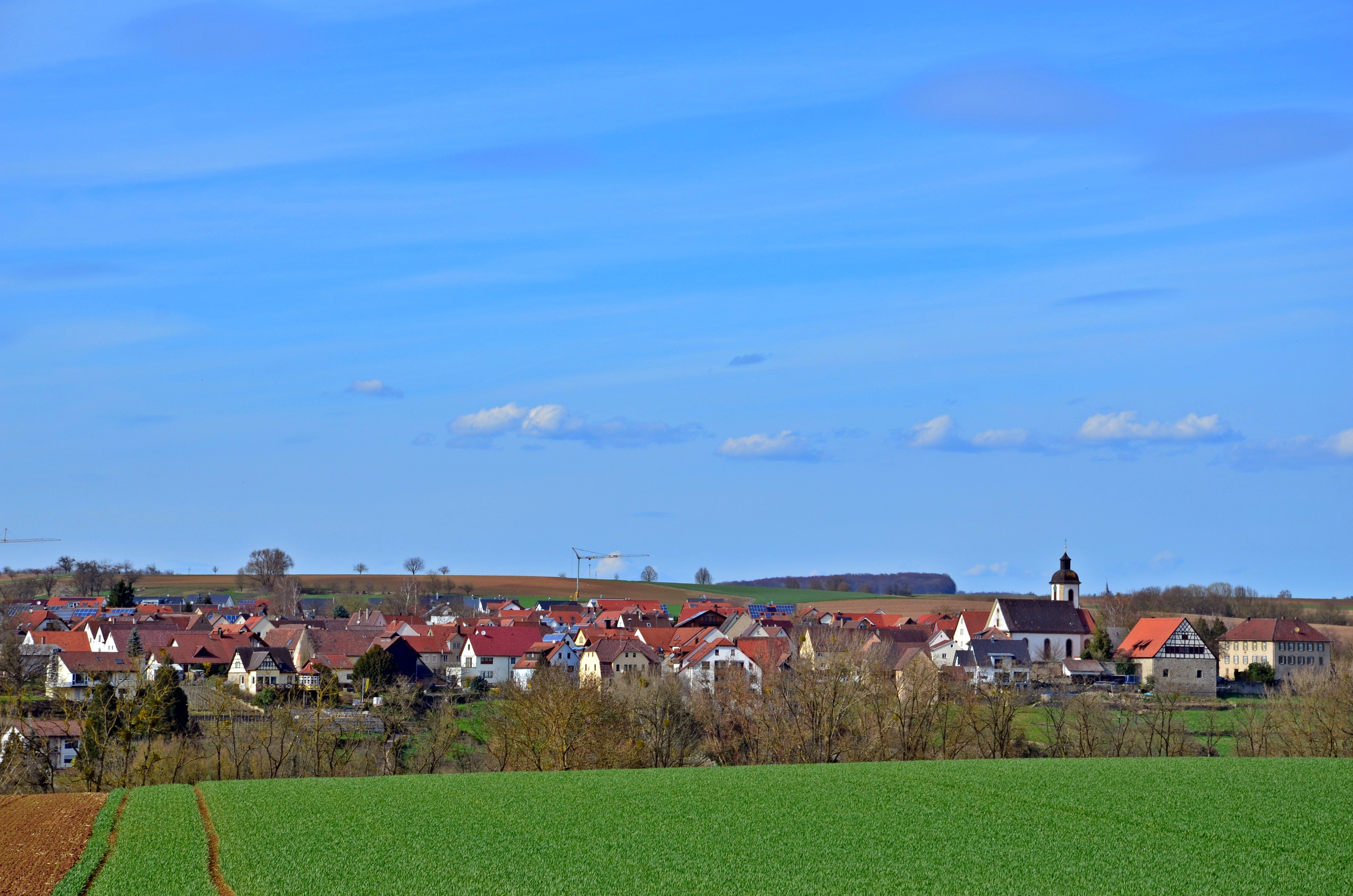
Blick auf Duttenberg

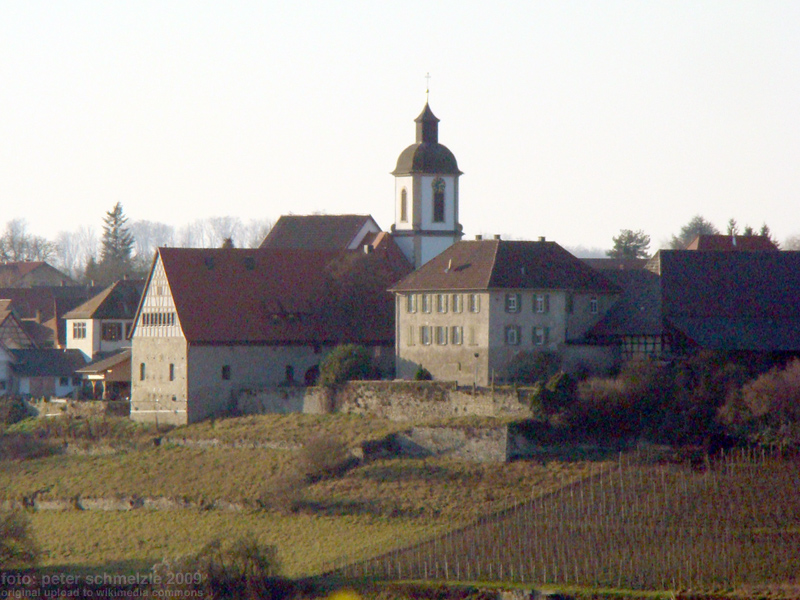
Kelter, Herrenhaus und Kirche markieren die ehemalige Burg Duttenberg

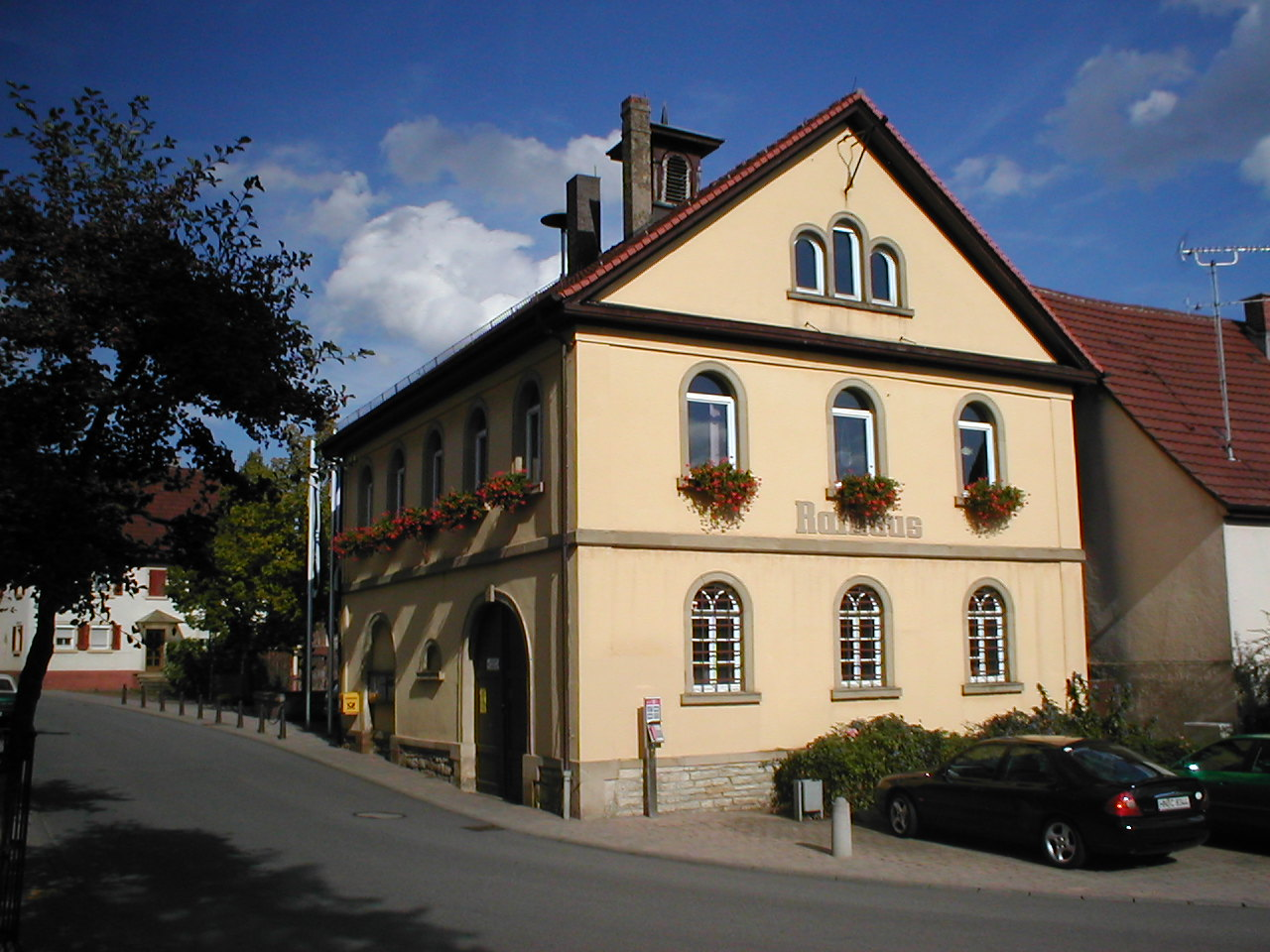
Rathaus von 1846

Funde von Grabhügeln auf der Gemarkung von Duttenberg belegen eine Besiedlung des auf einem Höhenzug oberhalb des Neckartals gelegenen Ortes seit der Hallstattzeit. Zur Römerzeit durchzog bis zum Jahre 150 n. Chr. der Neckar-Odenwald-Limes die Gemarkung des Ortes. Eine seit dem 19. Jahrhundert vermutete kleine römische Grenzbefestigung, das Kleinkastell Duttenberg, wurde 2011 südwestlich, unterhalb des Ortes im Jagsttal entdeckt. Im Bereich des historischen Ortskerns weisen Grabungsfunde auf weitere römische Bauten hin. In den Jahren um 260 n. Chr., als die Alamannen das Neckargebiet eroberten, gründeten sie nördlich des heutigen Ortes den Ort Scherzlingen, den sie aber später wieder aufgaben. Duttenberg wurde dann im Zuge der fränkischen Landnahme um das Jahr 600 gegründet. Die ursprüngliche Siedlung befand sich wohl im Jagsttal an der Stelle des einstigen Kastells. Erstmals erwähnt wurde die Gemarkung Duttenberg als tutumer marca im Lorscher Codex in einer auf das Jahr 778 datierten Schenkung eines Reginolf an das Kloster Lorsch. Zwischen 780 und 800 scheint der Ort nach Norden auf einen Hügelkamm verlegt worden zu sein, da in einer Schenkung des Bern von 798/799 erstmals von Dudunburc die Rede ist.
Im Mittelalter bestand die Burg Duttenberg, die im 14. Jahrhundert von den Herren von Weinsberg bewohnt wurde. Anschließend kam die Burg an die Herren von Wittstatt aus Hagenbach. 1460 wurde durch Hans von Sickingen eine Stadtmauer errichtet. Die Befestigungsanlagen der Burg wurden später abgetragen und anstelle der Burg ein schlossartiges Herrenhaus mit Nebengebäuden errichtet. Zu dieser Anlage gehört auch die örtliche Kelter, die 1599 vom Deutschen Orden gekauft wurde. 1688 erwarb der Orden auch das Herrenhaus, seit 1769 sind die Gebäude in Privatbesitz.
Die Duttenberger Kirche muss sehr früh errichtet worden sein, denn sie war Mutterkirche für die Gemeinden Offenau, Bachenau, Hagenbach und Heuchlingen. Die 1302 erstmals erwähnte Kirche soll auf einen vorromanischen Bau zurückgehen. 1730 brannte die vermutlich mittelalterliche Kirche ab. An ihrer Stelle wurde die barocke Kirche St. Kilian errichtet. Im späten Mittelalter wurde außerhalb Duttenbergs auch noch die Kreuzkapelle erbaut, die sich an einer früheren römischen Kultstelle befindet.
1805 kam Duttenberg zum Kurfürstentum Württemberg. Bei der Umsetzung der Verwaltungsgliederung im neu gegründeten Königreich Württemberg wurde Duttenberg 1806 dem Oberamt Neckarsulm zugeordnet. 1933 wurden 443 Einwohner gezählt, 1939 waren es 435, und Ende 1945 waren es 483. Bei der Verwaltungsreform während der NS-Zeit in Württemberg gelangte Duttenberg 1938 zum Landkreis Heilbronn. Mit dem Ende des Zweiten Weltkriegs wurde der Ort Teil der Amerikanischen Besatzungszone und gehörte somit zum neu gegründeten Land Württemberg-Baden, das 1952 im jetzigen Bundesland Baden-Württemberg aufging. Am 15. März 1972 wurde Duttenberg in die Stadt Bad Friedrichshall eingemeindet.
Duttenberg ist bis heute stark landwirtschaftlich geprägt. Ein Teil des Werksgeländes der Offenauer Zuckerfabrik der Südzucker AG befindet sich auf der Gemarkung Duttenbergs. Es gibt ansonsten keine nennenswerten Gewerbebetriebe. Duttenberg ist Wohnort für Pendler der umliegenden Städte und Gemeinden.

## Bier und Wein

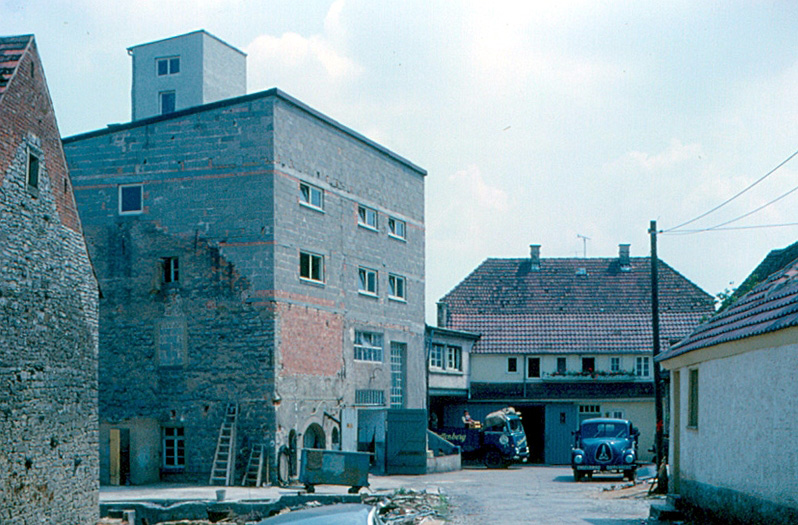
Die Engel-Brauerei 1964

Duttenberg war lange bekannt für das in der örtlichen Engel-Brauerei hergestellte Duttenberger Bier. Lange vor dem Boom der Stadt- und Straßenfeste erlangte das zweimal jährlich ausgetragene Duttenberger Bockbierfest überregionale Bedeutung. Heute wird das Duttenberger Bockbierfest einmal vom Bockbierfest Förderverein TSV Duttenberg und einmal vom Musikverein Duttenberg ausgetragen. Es erreicht allerdings lange nicht mehr die überregionale Bedeutung wie früher was wohl auf die Schließung der Brauerei Engel zurückzuführen ist.
Die Rebfläche in den Muschelkalk-Hängen am Jagsttal (Lagen: Brenner und Schön) beträgt heute noch 3,5 Hektar. Sie wird von Nebenerwerbs-Weingärtnern bewirtschaftet und gehört zum Weinbaugebiet Württemberg. Offiziell vermarktet wird Duttenberger Wein in der Besenwirtschaft Wörner, Würzburger Straße. Einige Winzer liefern ihre Trauben zu Privatkellereien oder zur Genossenschaftskellerei Heilbronn-Erlenbach-Weinsberg. In der Alten Kelter presst der örtliche Obst- und Gartenbauverein im Herbst für etliche Feierabendwengerter den Haustrunk. Hier wird die urschwäbische Spezialität Schillerwein gepflegt, also das gemeinsame Ausbauen von weißen und roten Sorten zu einem Rosé-Cuvée.

## Politik

### Ortschaftsrat und Ortsvorsteher
Duttenberg ist über das Verfahren der unechten Teilortswahl mit zwei Mitgliedern im Gemeinderat der Stadt Bad Friedrichshall vertreten. Darüber hinaus besteht für eigene Angelegenheiten ein Ortschaftsrat mit acht Mitgliedern, die für eine Amtszeit von fünf Jahren gewählt werden. Die letzte Wahl fand im Rahmen der Kommunalwahlen am 9. Juni 2024 statt und brachte folgendes Ergebnis:
| Partei / Liste  | Stimmenanteil | Sitze  |
| --------------- | ------------- | ------ |
| CDU             | 58,0 %        | 5      |
| SPD             | 38,2 %        | 3      |
| Freie Wähler    | 3,9 %         | 0      |
| Gesamt          | 100 %         | 8      |
| Wahlbeteiligung | 74,5 %        | 74,5 % |

Ortsvorsteher von Duttenberg ist Michael Reiß (CDU).

### Wappen

Wappen von Duttenberg

Das Wappen zeigt laut Blasonierung: In Blau ein goldenes lateinisches Kreuz mit Fußsparren zwischen den goldenen lateinischen Großbuchstaben D und B.

## Sehenswürdigkeiten

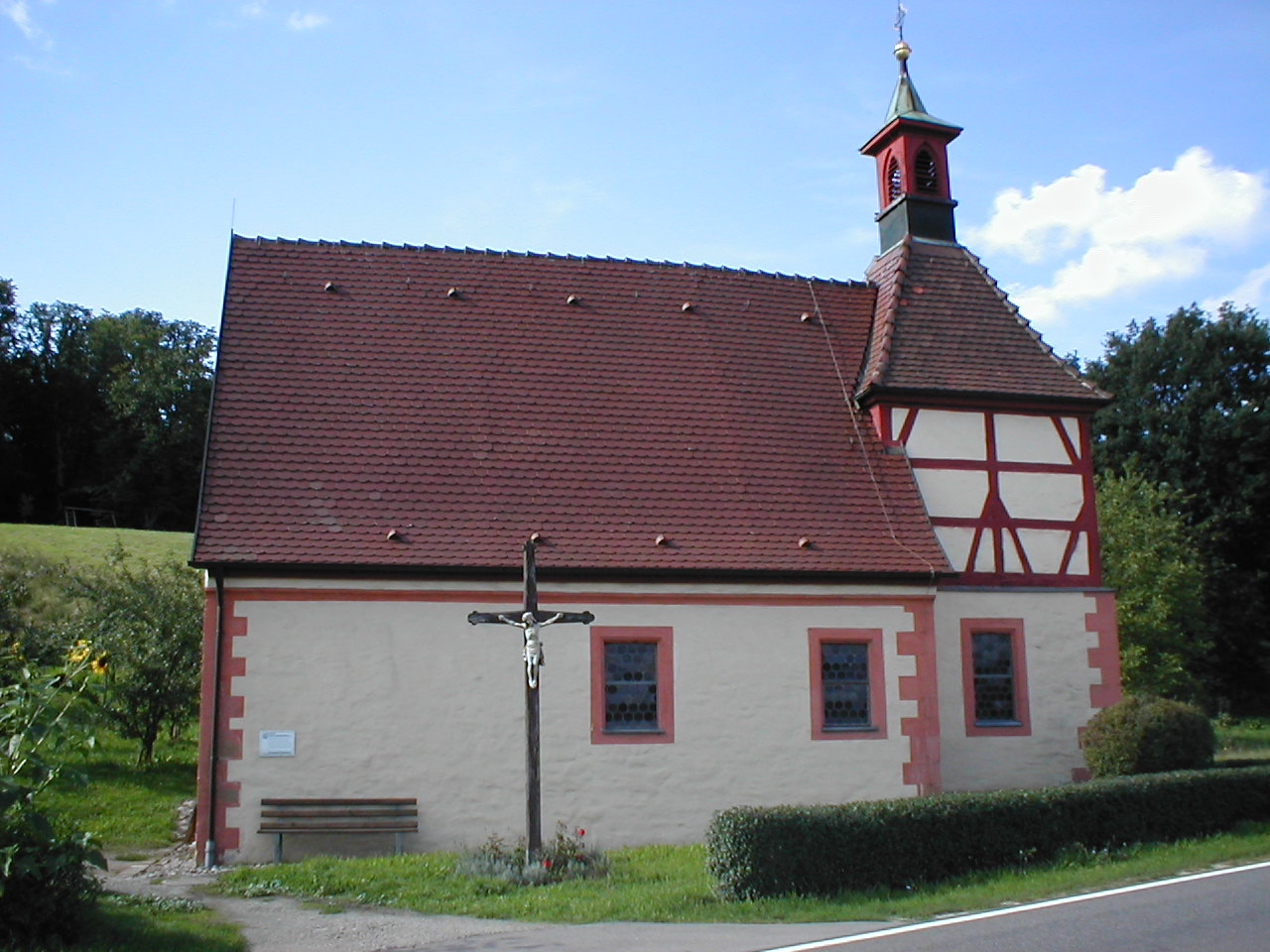
Kreuzkapelle

- Katholische Kirche St. Kilian, erbaut 1733/34 vom Neckarsulmer Baumeister Georg Philipp Wenger
- Ehemalige Burg Duttenberg mit Alter Kelter
- Dorfbrunnen von 1688
- Rathaus von 1846
- Das Schafhaus, ein historisches Wirtschaftsgebäude am südwestlichen Ende des Altortes, wurde zu einem Jugendtreff umgebaut
- Historisches Wasserkraftwerk an der Jagst
- Zahlreiche historische Heiligenfiguren und Wegkreuze
- In der gesamten Dorfmitte sind mehrere historische Hofanlagen, überwiegend in fränkischer Fachwerkbauweise, erhalten
- Südwestlich des Ortes befindet sich die Kreuzkapelle mit Wandmalereien aus dem 15. Jahrhundert
- Östlich des Ortes auf der anderen Uferseite der Jagst liegt Schloss Heuchlingen, eine barocke Anlage, die auf das 12. Jahrhundert zurückdatiert. Unterhalb des Schlosses liegt die Heuchlinger Mühle.

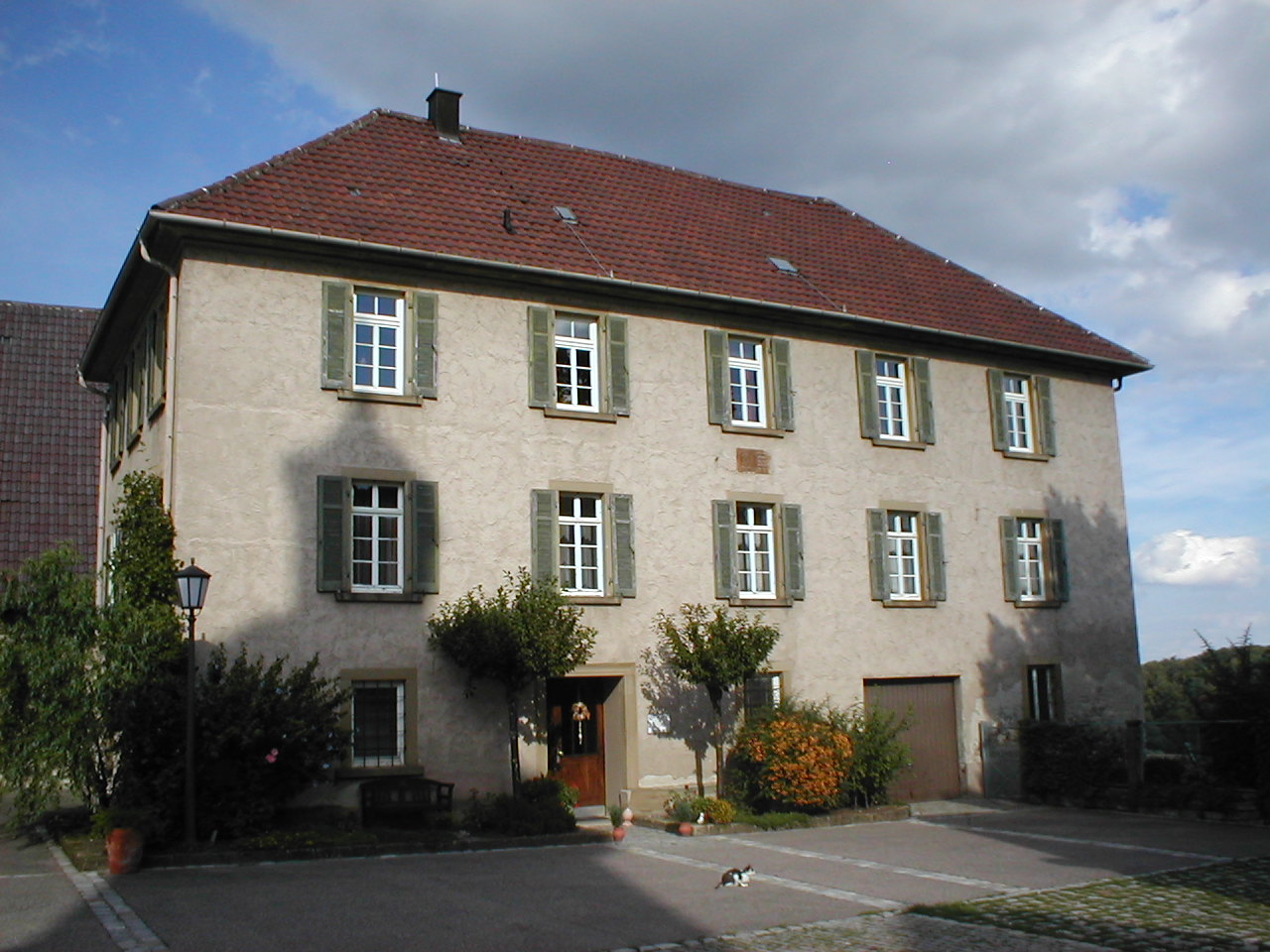
Ehemalige Burg Duttenberg, Herrenhaus
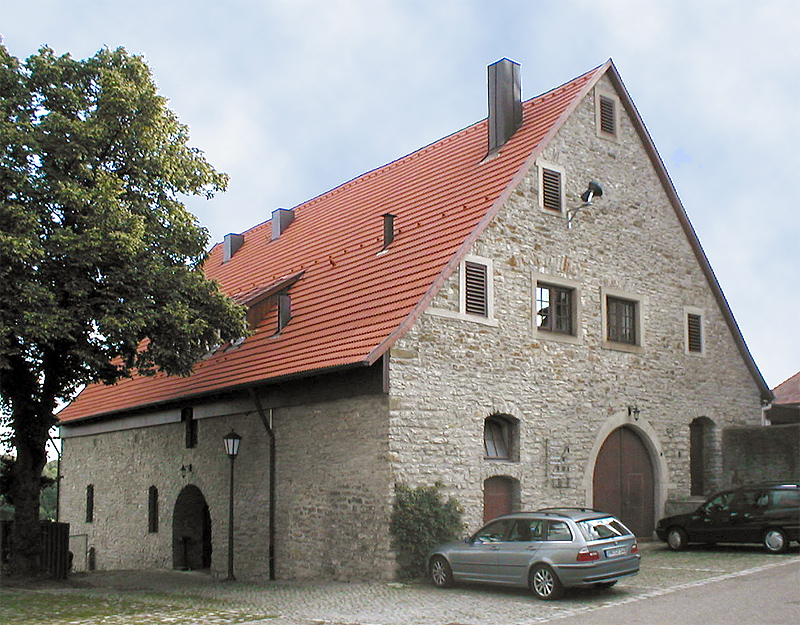
Alte Kelter
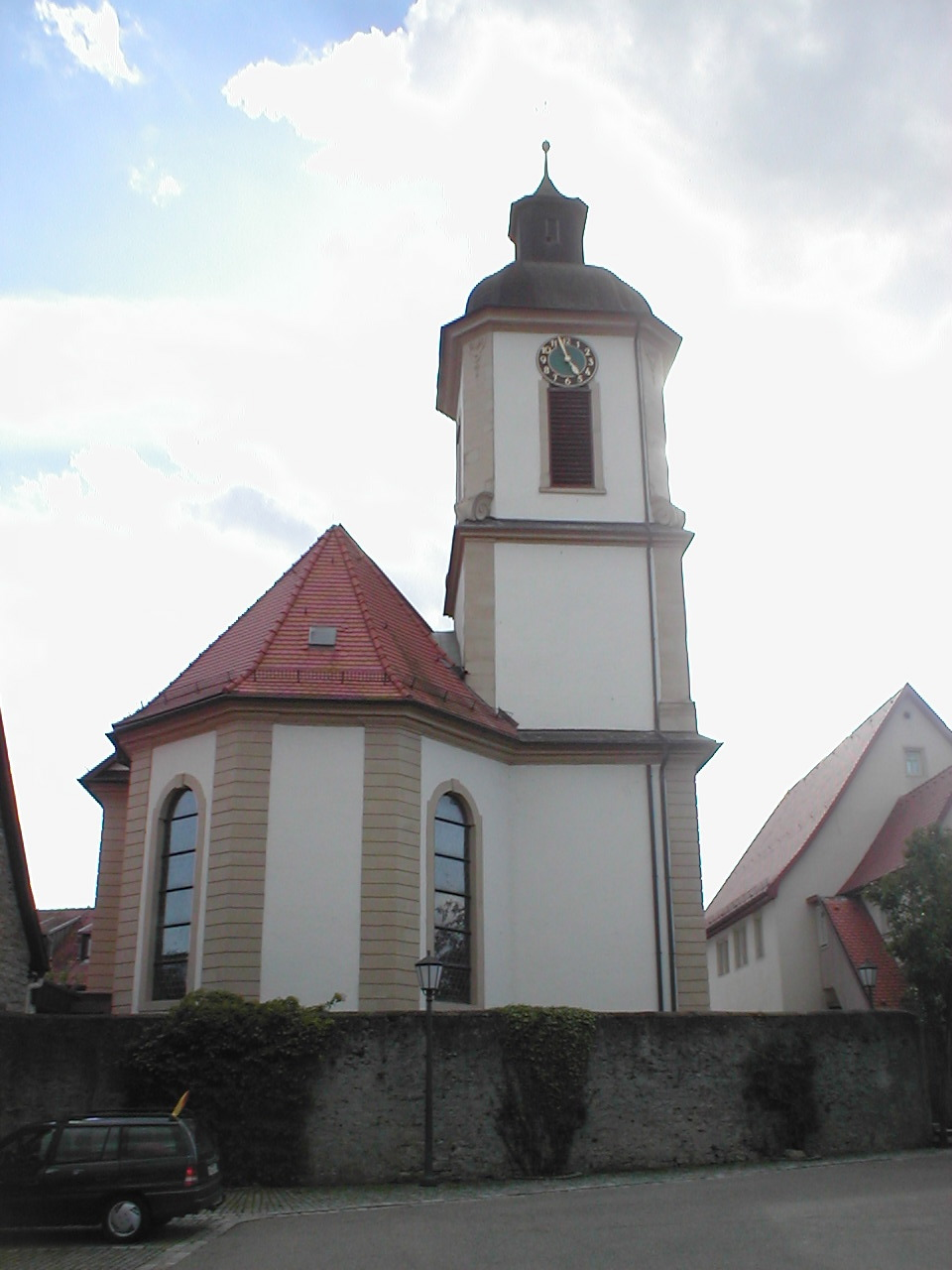
Kath. Kirche St. Kilian
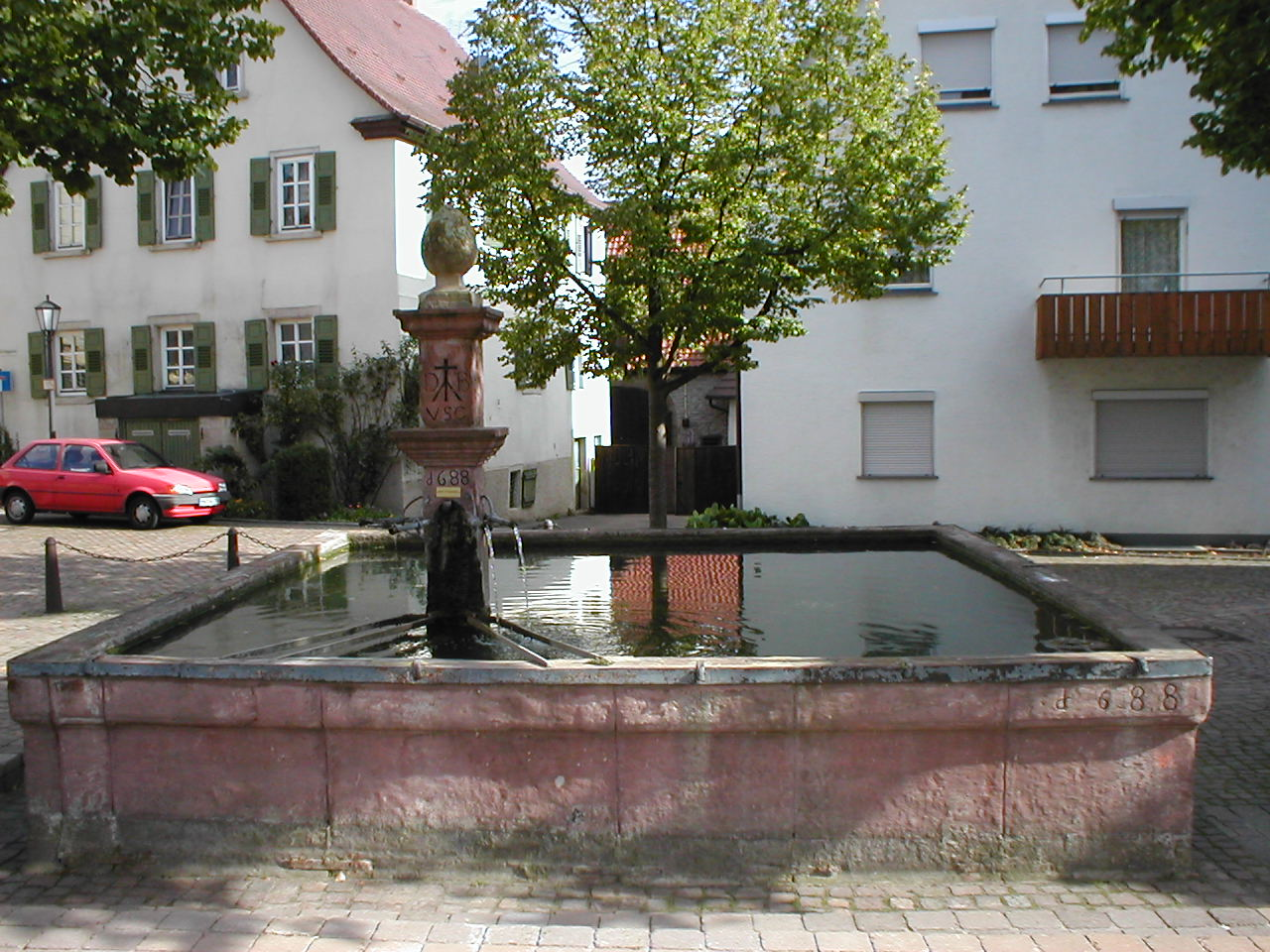
Dorfbrunnen von 1688
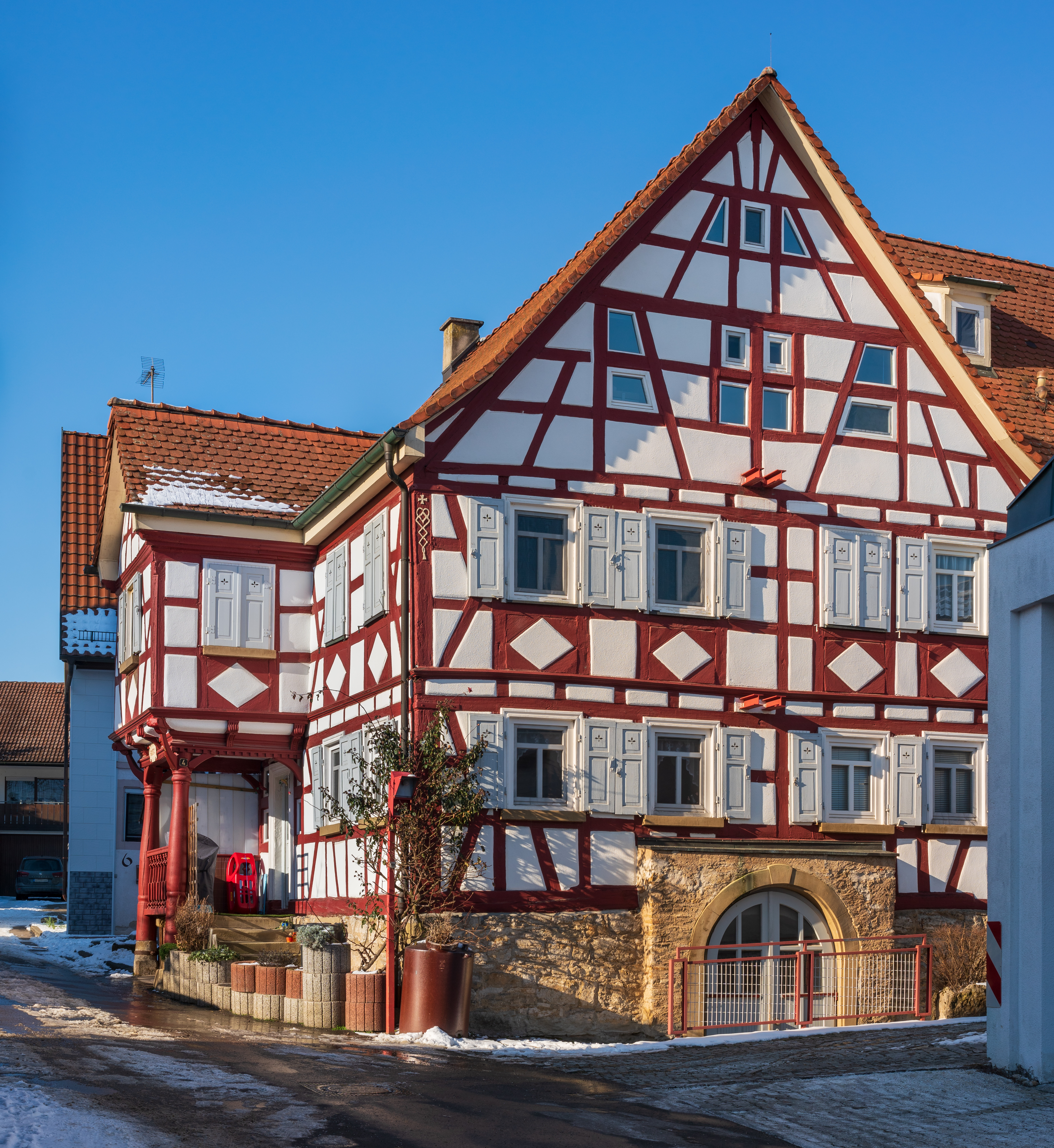
Fachwerkhaus von 1717
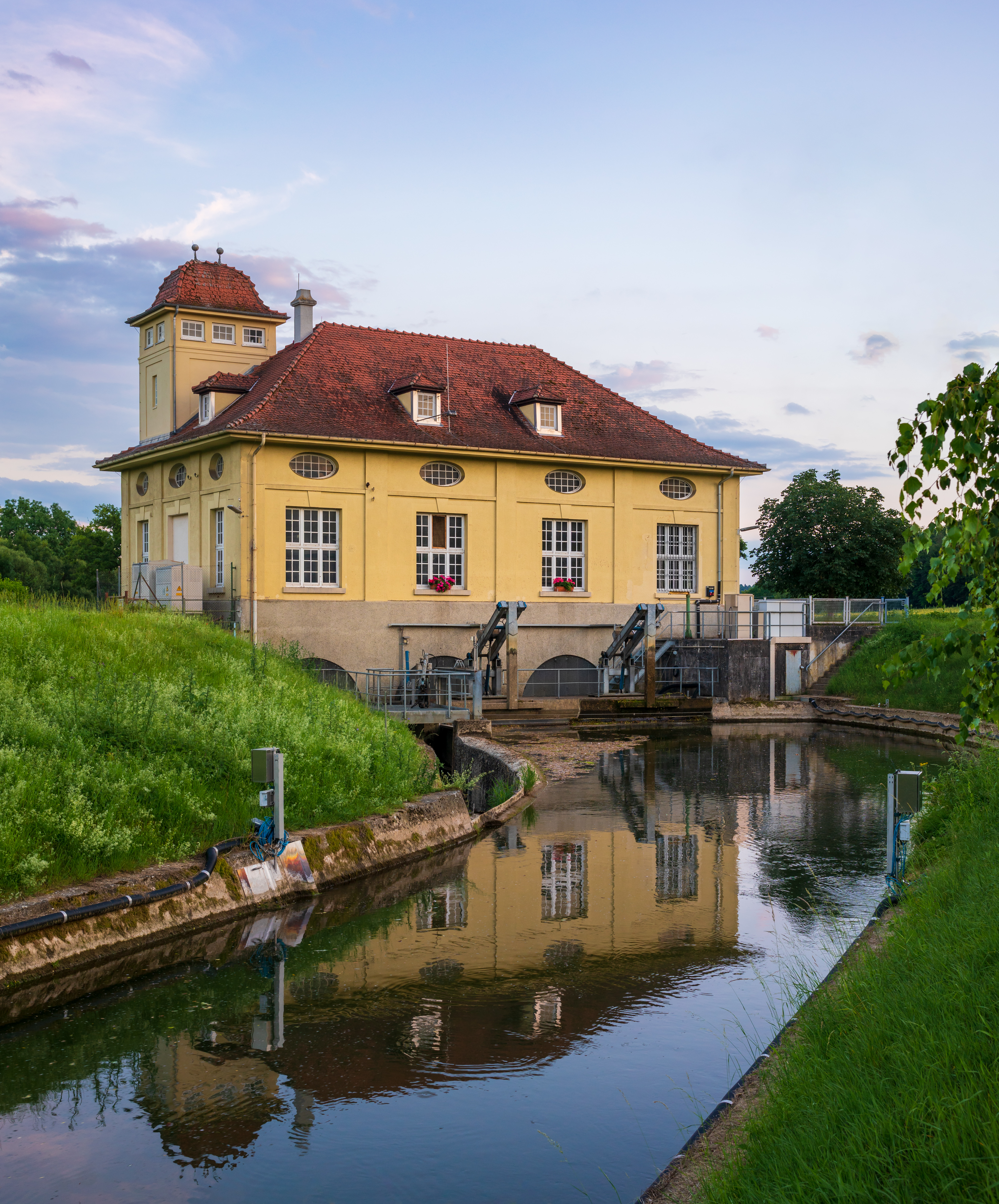
Historisches Wasserkraftwerk an der Jagst
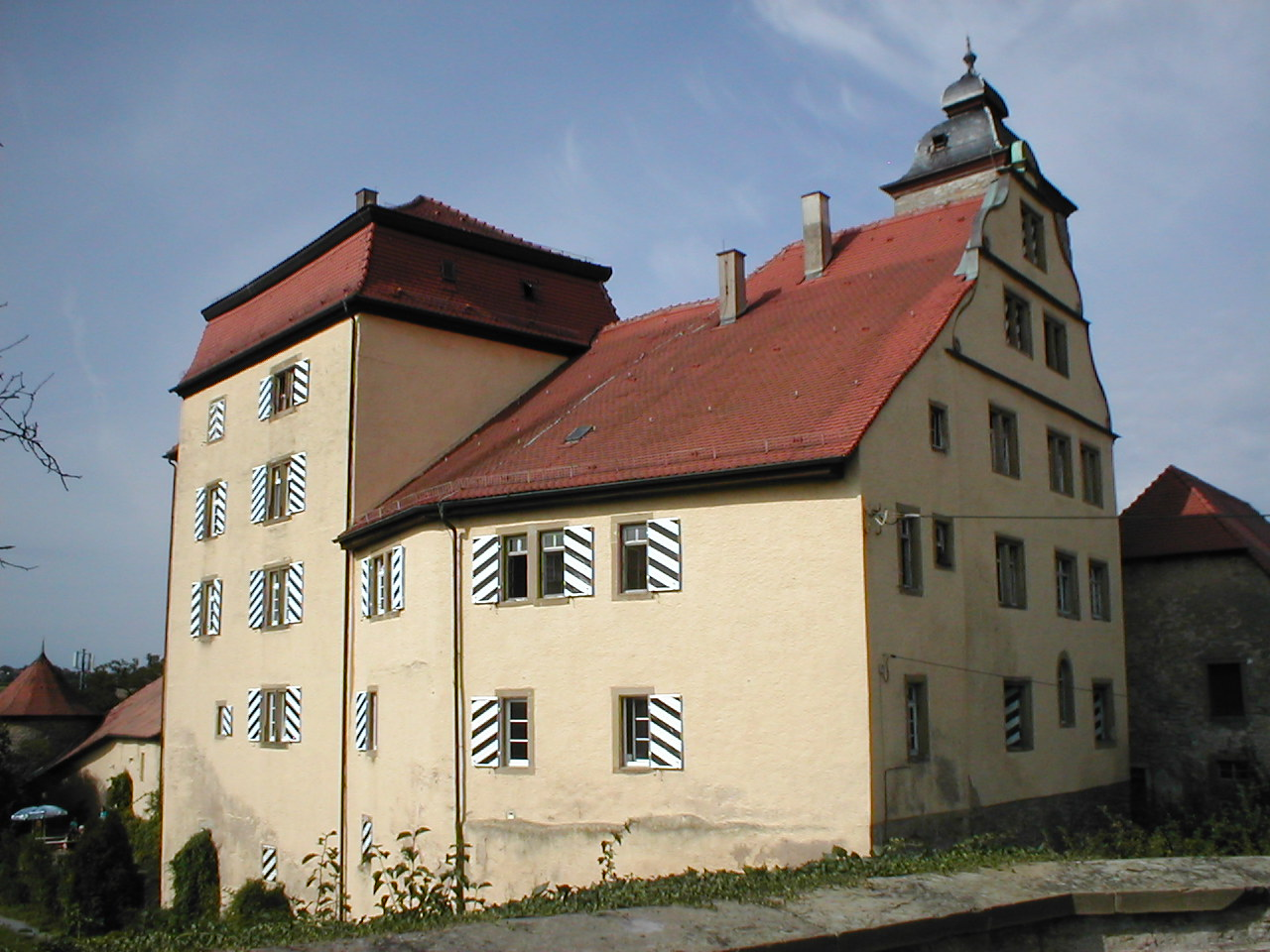
Schloss Heuchlingen
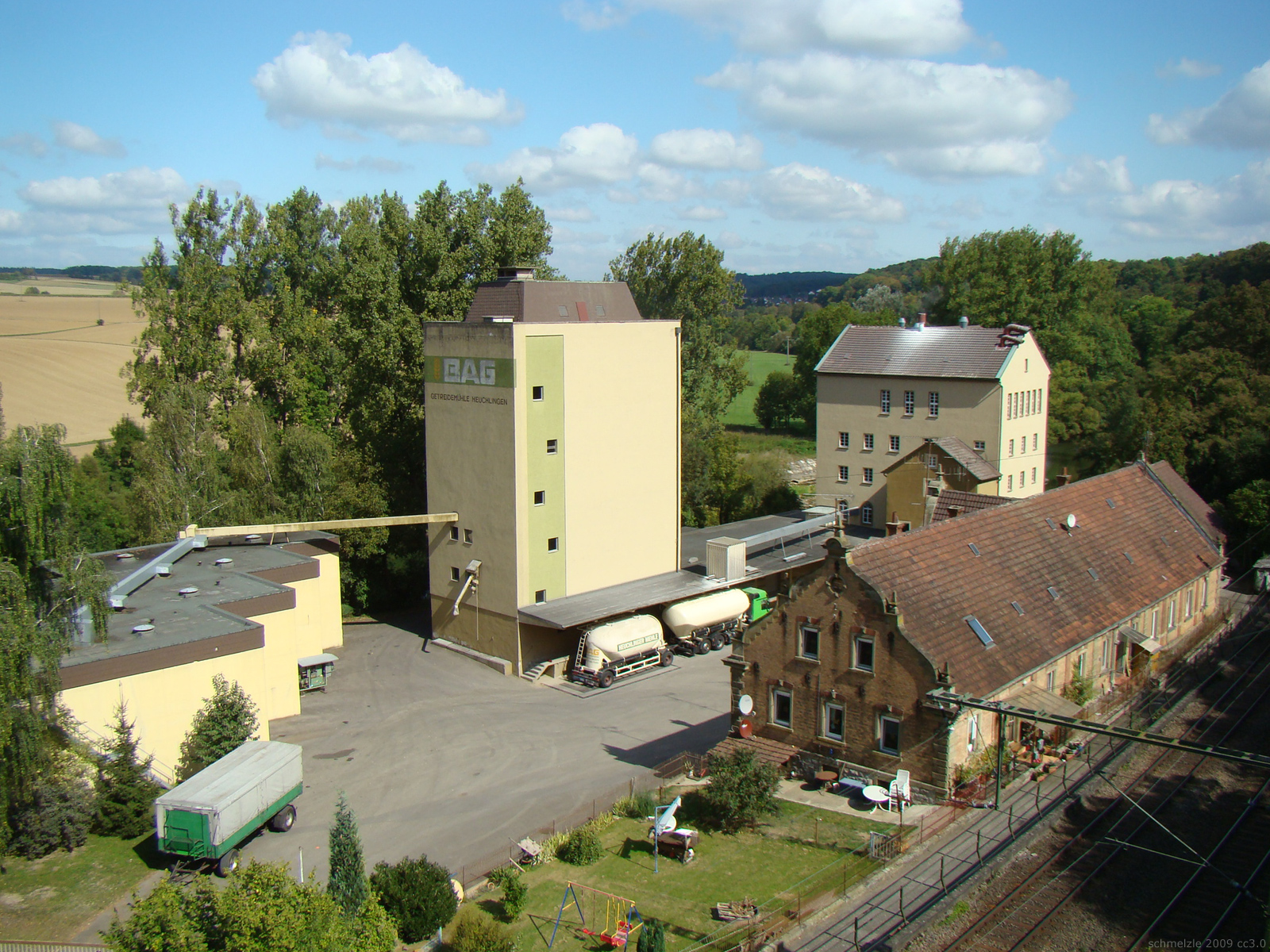
Heuchlinger Mühle

## Verkehr
Der Haltepunkt Duttenberg-Obergriesheim lag an der Frankenbahn (Bahnstrecke Stuttgart–Würzburg) und wurde bis 1971 bedient. Heute passieren die Züge an dieser Stelle ohne Halt.

## Persönlichkeiten
- Maximilian Wilhelm Reichert (* 1830 in Duttenberg; † 1900 in Baden-Baden), Kaufmann, Hotelier und Mitglied des Deutschen Reichstags